# Як по маслу
«Як по маслу» (англ. Butter) — американський комедійний фільм. Світова прем'єра пройшла 4 вересня 2011 року.

## Зміст
Історія про дівчинку, яку удочерили у маленькому містечку на Середньому Заході і котра відкриває у собі талант вирізання скульптур із вершкового масла. На щорічному місцевому конкурсі їй доведеться позмагатися з амбітною жінкою, яка раніше не знала конкурентів у цьому ремеслі.

## Ролі
- Дженніфер Гарнер — Лора Піклер
- Яра Шахіді — Дестіні
- Тай Баррелл — Боб Піклер
- Ешлі Грін — Кейтлін Піклер
- Олівія Вайлд — Брук
- Роб Кордрі — Ітан Еммет
- Алісія Сільверстоун — Джилл Еммет
- Г'ю Джекман — Бойд Болтон
- Крістен Шаал — Керол-Енн Стівенсон
- Прюїтт Тейлор Вінс — Нед Ітон